# Skalka (Pogórze Morawsko-Śląskie)
Skalka, pol. Skałka (964 m n.p.m.) – najwyższy szczyt górski w masywie Ondřejníka
na Pogórzu Morawsko-Śląskim. Szczyt znajduje się pomiędzy Frydlantem nad Ostrawicą a Frenštátem pod Radhoštěm na Morawach w Czechach. 
Ze szczytu roztacza się bardzo dobry widok na Beskidy oraz Morawy i Górny Śląsk, a sam szczyt widoczny jest również z Polski m.in. z Wodzisławia Śląskiego leżącego na Górnym Śląsku.
Na południowym stoku znajduje się istniejący od 1955 r. rezerwat przyrody Skalka.